# Jakub Kowalik
Jakub Marcin Kowalik (ur. 15 marca 1990 w Koszalinie) – polski samorządowiec, od 2024 roku wicemarszałek województwa zachodniopomorskiego. W latach 2018–2021 wiceprzewodniczący rady miasta Koszalina.

## Życiorys
W wieku 18 lat zaangażował się w działalność społeczną w Młodzieżowej Radzie Miasta Koszalina, był także posłem na Sejm Dzieci i Młodzieży. Przez wiele lat był przewodniczącym koszalińskiego oddziału Stowarzyszenia Młodzi Demokraci, ówczesnej młodzieżówki Platformy Obywatelskiej. Zaangażował się w działalność Stowarzyszenia Nowa Generacja Młodych. Był członkiem Rady Osiedla im. J.J. Śniadeckich w Koszalinie. Pracował jako kierownik Wydziału Prezydialnego w koszalińskim biurze zamiejscowym Urzędu Marszałkowskiego Województwa Zachodniopomorskiego.
W wyborach samorządowych w 2014 roku bezskutecznie kandydował do rady miasta Koszalina z list PO, uzyskał wówczas 382 głosy. W wyborach w 2018 roku uzyskał mandat radnego otrzymując 840 głosów. Został następnie wybrany wiceprzewodniczącym rady, stanowisko to pełnił do czasu zmiany koalicji rządzącej w mieście w grudniu 2021 kiedy to odwołano go ze stanowiska. W wyborach samorządowych w 2024 roku uzyskał reelekcję jako radny miasta z wynikiem 1195 głosów. 9 maja tego samego roku został wybrany wicemarszałkiem województwa zachodniopomorskiego.
W 2023 przegrał sprawę o naruszenie dóbr osobistych wobec jednego z radnych Koszalina.

## Życie prywatne
Jest mężem złotej medalistki olimpijskiej i radnej województwa zachodniopomorskiego Małgorzaty Hołub-Kowalik.